# Metallochlora roseifimbria
Metallochlora roseifimbria är en fjärilsart som beskrevs av Louis Beethoven Prout 1913. Metallochlora roseifimbria ingår i släktet Metallochlora och familjen mätare. Inga underarter finns listade i Catalogue of Life.